# Born to Love (album)
Born to Love è un album di Peabo Bryson e Roberta Flack pubblicato dall'etichetta discografica Capitol Records nel 1983.

## Tracce
Lato A
1. Tonight, I Celebrate My Love
2. Blame It on Me
3. Heaven Above Me
4. Born To Love

Lato B
1. Maybe
2. I Just Came Here to Dance
3. Comin' Alive
4. You're Lookin' Like to Me
5. Can We Find Love Again

## Formazione
- Roberta Flack - voce, cori
- Peabo Bryson - voce, cori
- Leland Sklar - basso
- Carlos Vega - batteria
- Richard Tee - tastiera
- Dann Huff - chitarra
- Michael Boddicker - sintetizzatore
- Abraham Laboriel - basso
- Jim Keltner - batteria
- John Hausen - chitarra
- Marcus Miller - basso, sintetizzatore
- Jai Winding - pianoforte, Fender Rhodes
- Richard Horton - chitarra sintetica
- Bob Gaudio - pianoforte, Fender Rhodes, sintetizzatore, batteria elettronica
- Paul Jackson Jr. - chitarra
- Randy Kerber - pianoforte
- Paulinho da Costa - percussioni
- Tim May - chitarra acustica, chitarra elettrica
- Robbie Buchanan - tastiera, sintetizzatore
- Greg Phillinganes - pianoforte
- Andre Robinson - batteria
- Paul Delph - sintetizzatore, programmazione
- Bobbye Hall - bonghi, congas
- Vance Taylor - pianoforte, Fender Rhodes, sintetizzatore
- Anthony MacDonald - percussioni
- John Gilston - batteria, programmazione, batteria elettronica
- Jerry Corbetta - pianoforte, Fender Rhodes, sintetizzatore
- Charles Bryson - percussioni
- Mark Parrish - sintetizzatore
- Nathan East - basso
- Daniel Dillard - tromba
- Thaddeus Johnson - tromba, flicorno
- Pete Christlieb - sax
- Ron Dover - sassofono tenore, cori
- Felipe Mantine - flauto
- Mona Lisa Young, Shirley Brewer, Al Johnson, Jim Gilstrap, Luther Waters, Dwight W. Watkins, Mary Bridges, Myra Walker, Oren Waters, Patricia Hall, Terry Young - cori